# 445 v. Chr.
Portal Geschichte | Portal Biografien | Aktuelle Ereignisse | Jahreskalender | Tagesartikel

◄ |
6. Jahrhundert v. Chr. |
5. Jahrhundert v. Chr. |
4. Jahrhundert v. Chr. |
►

◄ | 460er v. Chr. | 450er v. Chr. | 440er v. Chr. | 430er v. Chr. |
420er v. Chr. |
►

◄◄ | ◄ | 448 v. Chr. | 447 v. Chr. | 446 v. Chr. | 445 v. Chr. |
444 v. Chr. |
443 v. Chr. |
442 v. Chr. |
► |
►►

## Ereignisse
- In der Römischen Republik erlaubt die Lex Canuleia erstmals Ehen zwischen Angehörigen des Plebejer- und des Patrizierstandes.
- Auf dem Forum Romanum wird vom Konsul Gaius Curtius Philo auf Senatsbeschluss eine Stelle eingefasst, an der der Blitz eingeschlagen haben soll – später wird die Stelle als Lacus Curtius bezeichnet.
- um 445 v. Chr.: Der Erste Peloponnesische Krieg zwischen Athen und Sparta endet mit einem Friedensschluss.

## Geboren
- um 445 v. Chr.: Antisthenes, griechischer Philosoph, Begründer des Kynismus